# Pappankurichi
Pappankurichi es una  ciudad censal situada en el distrito de Tiruchirappalli en el estado de Tamil Nadu (India). Su población es de 24023 habitantes (2011). Se encuentra a 4 km de Tiruchirappalli y 49 km de Thanjavur.

## Demografía
Según el censo de 2011 la población de Pappankurichi era de 24023 habitantes, de los cuales 12081 eran hombres y 11942 eran mujeres. Pappankurichi tiene una tasa media de alfabetización del 90,04%, superior a la media estatal del 80,09%: la alfabetización masculina es del 94,47%, y la alfabetización femenina del 85,57%.